# Thüringer Weißschwanz
Der Thüringer Weißschwanz ist eine Rasse der Haustaube und zählt zu den Thüringer Farbentauben. 
Der Thüringer Weißschwanz besitzt eine kräftige Feldtaubengestalt mit fast waagerechter Haltung. Die zwölf Schwanzfedern und die Schwanzdeckfedern werden im Rassestandard weiß gefordert, das Keilgefieder muss dagegen farbig sein. Die Stirn ziert eine weiße Schnippe, die jedoch kleiner ist, als bei anderen Rassen.
Der Thüringer Weißschwanz wurde durch die Europäische Standard Kommission für Tauben (ESKT) des Europäischen Verbandes für Geflügel-, Tauben-, Vogel-, Kaninchen- und Caviazucht (EE) bestätigt und wird in der EE-Liste der Rassetauben unter der Nummer 452 geführt. 